# جان-پل لوکسیچ فونتبونا
جان-پل لوکسیچ فونتبونا (به انگلیسی: Jean-Paul Luksic Fontbona) (زاده ۳۱ مه ۱۹۶۴) کارآفرین، بازرگان و مدیر ارشد اجرایی شیلیایی است، که در حال حاضر به‌عنوان رییس هیئت مدیره شرکت آنتوفاگاستا پی‌ال‌سی فعالیت می‌نماید.